# The Bay (série télévisée)
Pour les articles homonymes, voir Bay.
Pour le film de 2012, voir The Bay.
The Bay ou Enquêtes à Morecambe au Québec, est une série télévisée britannique créée par Richard Clark et diffusée depuis le 20 mars 2019 sur le réseau ITV. En France depuis la troisième saison, la série n'est plus diffusée avec le titre The Bay mais avec le titre Enquêtes à Morecambe. Cependant les épisodes des deux premières séries conservent toujours le titre The Bay au générique lors des rediffusions.
Au Québec, elle est diffusée depuis le 31 octobre 2020 sur ICI Radio-Canada Télé. En France, elle est diffusée sur France 2 puis France 3.
Morven Christie joue une inspectrice de police enquêtant sur la disparition de jumeaux vivant à Morecambe. Dans la deuxième saison, elle enquête sur l'assassinat d'un avocat. Dans la troisième saison, Marsha Thomason — qui la remplace dans le rôle principal de capitaine de police et agente de liaison  avec les familles de la brigade criminelle de Morecambe — enquête sur l'assassinat d'un jeune boxeur prometteur, sur fond de racisme latent.  
Le titre de la série provient de la baie de Morecambe, située sur la côte ouest de l’Angleterre, dans le comté du Lancashire.

## Synopsis

### Saison 1 (2019)
La capitaine Lisa Armstrong a une aventure d'un soir avec Sean Meredith, à la sortie d'un bar à karaoké. Deux jumeaux, Holly et Dylan Meredith, enfants de Sean Meredith et de sa femme Jess, disparaissent. Or la capitaine Lisa Armstrong s'occupe des relations avec les familles de personnes disparues, dans la brigade criminelle de Morecambe (fictive) du district du West Lancashire. Elle est donc chargée de cette affaire. Sa brève liaison cachée avec le père des disparus va compliquer les choses, car celui-ci est toujours en couple avec sa femme. De plus, cet épisode sexuel qu'elle veut tenir secret pourrait pourtant disculper Sean de la disparition de ses enfants en lui fournissant un alibi.
Lisa Armstrong s'implique à fond dans cette disparition pour retrouver les jumeaux. Son manque de disponibilité pour sa vie personnelle va compliquer sa relation avec ses enfants adolescents.

### Saison 2 (2021)
La suspension de Lisa Armstrong est terminée, mais elle reste cantonnée dans des tâches subalternes, alors que Med a eu une promotion. Un avocat est assassiné lors de la fête de départ à la retraite de son beau-père et associé. Ce meurtre permet à Lisa de revenir sur le devant de la scène. Cependant le retour de son ex-mari va considérablement compliquer sa vie privée.

### Saison 3 (2022)
Dans l'équipe du commandant Manning, la capitaine Jenn Townsend remplace Lisa Armstrong comme agente de liaison  avec les familles. Elle arrive de Manchester avec ses deux enfants (Conor l'aîné et Maddie la cadette) lesquels supportent mal le déménagement. Elle s'installe avec eux chez son compagnon Chris Fischer, dont la fille Erin apprécie peu ce qu'elle considère comme une intrusion inadmissible dans son intimité, chamboulant ses habitudes : elle est donc en opposition ouverte avec Jenn et ses enfants, ce qui met son père en porte-à-faux dans son couple.
Dès son arrivée, plutôt mouvementée, la capitaine Townsend est confrontée à la mort d'un jeune boxeur en devenir. Elle doit s'insérer dans l'équipe de la brigade criminelle de Morecambe, et, pour faire ses preuves, elle doit aussi travailler avec la famille de la victime, une famille en deuil, mais plus complexe qu'il n'y paraît, cachant de nombreuses souffrances, sur fond de racisme dont ses propres enfants sont aussi victimes.
À sa nouvelle situation professionnelle, à cette enquête délicate psychologiquement et socialement, vient s’ajouter pour la capitaine Townsend la pression de trouver un équilibre acceptable de chacun des membres de sa nouvelle famille recomposée.

## Distribution
Source et légende : version française (VF) sur RS Doublage
Casting général, autre source : IMDbPro

### Personnages principaux ou récurrents

#### Toutes les saisons
- Daniel Ryan (en) (VF : Antoine Nouel) : le commandant Anthony « Tony » Manning
- Andrew Dowbiggin : Capitaine James Clarke
- Erin Shanagher (VF : Virginie Kartner) : Capitaine Karen Hobson

#### Saisons 1 et 2 seulement
- Morven Christie (VF : Maïa Michaud) : Lisa Armstrong (premier rôle), capitaine de police et agente de liaison de la brigade
- Taheen Modak (VF : Valéry Schatz) : Lieutenant puis capitaine Ahmed « Med » Kharim
- Imogen King (en) (VF : Lila Lacombe) : Abbie Armstrong, fille de Lisa
- Art Parkinson (VF : Yohan Lévy) : Rob Armstrong, fils de Lisa
- Lindsey Coulson (en) (VF : Maïté Monceau) : Penny Armstrong
- Simon Manyonda (en) (VF : Baptiste Marc) : Capitaine Alexander Stewart
- Sean Croke : Sergent Dave Carter (saisons 1 à 3)
- Amer Nazir : Omar

#### À partir de la saison 2
- Thomas Law (en) : Lieutenant Eddie Martin
- Kerrie Taylor (en) : Ellen Manning, l'ex-épouse du commandant Manning

#### À partir de la saison 3
- Marsha Thomason : Jenn Townsend (premier rôle), capitaine de police et agente de liaison de la brigade
- David Carpenter : Conor Townsend, fils aîné de Jenn
- Emme Hayes : Maddie Townsend, fille cadette de Jenn
- Barry Sloane (VF : Olivier Chauvel) : Chris Fischer, compagnon de Jenn
- Georgia Scholes : Erin Fischer (fille de Chris)

### Autres personnages

#### Saison 1 (2019)
- Matthew McNulty (VF : Fabien Jacquelin) : Nick Mooney
- Jonas Armstrong (VF : Jérémy Prévost) : Sean Meredith
- Darci Shaw (en) (VF : Déborah Krey) : Holly Meredith
- Noah Valentine (VF : Jérémy Zylberberg) : Dylan Meredith[7]
- Lucy Hillyard : Kelly Meredith
- Liam McCheyne : Jake Meredith
- Chanel Cresswell (en) (VF : Élodie Menant) : Jess Meredith
- Tracie Bennett (en) (VF : Sylvie Genty) : Margaret Foley
- Adam Long (en) (VF : Yoann Sover) : Vincent Jackson
- Philip Hill-Pearson (VF : Benoît Du Pac) : Ryan Foley
- Martina Laird (VF : Laurence Charpentier) : Bernie Ward Chambers
- Richard Huw : Tom Hayes
- Jordan Mifsud (VF : Bruno Méyère) : Krzysztof Babakowski
- Ellie Duckles (VF : Margaux Laplace) : Hanna Babakowski
- Ciarán Griffiths (en) : Lee Ward
- Louis Greatorex (VF : Gabriel Bismuth-Bienaimé) : Sam Hesketh
- Roger Barclay : le conseiller Brian Hesketh
- James Quinn (VF : Mathieu Rivolier) : Terry Finch
- Dave Simon : officier de la police scientifique
- Grant Crooks : agent de police (saisons 1 à 3)
- Michael Barlow : lieutenant V. Giles (saisons 1 à 3)
- Nicola Simonds : lieutenant J. Hodson (saisons 1 à 3)

#### Saison 2 (2021)
- Joe Absolom (en) (VF : Vincent Ropion) : Andy Warren
- James Cosmo : Bill Bradwell
- Stephen Tompkinson (en) : Stephen Marshbrook
- Sharon Small (VF : Juliette Degenne) : Rose Marshbrook
- Amy James-Kelly (en) : Grace Marshbrook
- Jack Archer : Jamie Marshbrook
- Steven Robertson : Mark Bradwell
- Sunetra Sarker (en) (VF : Delphine Braillon) : Stella Bradwell
- Kelcie Atkinson (VF : Delphine Rivière) : Cass Hammond
- Steven Elder (VF : Jean-Baptiste Marcenac) : Inspecteur en chef Pearson
- Adam Hussain : Josh Nubhai
- Arian Nik (VF : Bamar Kane) : Theo Anvari
- Wendy Kweh (en) : Lyn Chee
- Sian Breckin : Madeline Hookway
- Zaraah Abrahams : Capitaine Emma Ryan
- Jade Greyul (VF : Julie Mouchel) : Lateesha Kharim
- Owen McDonnell : Frank Mercer
- Geoff Dixon : Agent Ronnie Hughes (aussi en saison 3)

#### Saison 3 (2022)
- Rina Mahoney (VF : Nayéli Forest) : Mariam Rahman
- Nadeem Islam : Jamal Rahman
- Michael Karim : Adnan Rahman
- Brahmdeo Shannon Ramana 
(VF : Alan Aubert-Carlin) : 
Saif Rahman (la victime)
- Mark Stanley (en) : Warren Pryce
- Vincent Regan : Ray Conlon
- Gary Lewis (VF : Gérard Darier) : 
Vinnie Morrison
- Isabel Caswell : Molly Williams
- Joel Phillimore : Kyle Williams
- Adam Astill : Mike Williams
- Jenny Platt : Emma Williams
- Deepica Stephen : Shirin Persaud
- Zahra Ahmadi (en) : Shazia Riaz
- Ash Tandon : Kareem Riaz
- Paddy Rowan : Ritchie Ford
- Bobby Brown : Damian Harrington
- Ben Cartwright : Paul Archer
- Sophie Craig : Sharon Haworth
- Jacob Butler (VF : Alan Aubert-Carlin) : Kieran Manning
- Maxine Finch : Meg Dawson
- Javed Khan (VF : Omar Yami) : 
l'imam
- Conor Lowson : Jordan Rooney
- Craig Hodgkinson : John Dowthwaite
- Anna Chell : Kerry Lockwood
- Macaulay Cooper : Tyler Quinn
- Zora Bishop : Anoushka Shah
- Molly McGlynn : Jo
- Rachael Hilton : Liz
- Sarah Groarke : Ros Shepherd
- Melissa Jane Sinden : Sheila
- Simon Smithies : le chauffeur de taxi
- Jamie Smelt : Bookie
- Rebecca Lacey : Dr Natasha Morgen
- Oliver Alvin-Wilson : Guy Townsend
- Sophie Elliott : Mme Danes
- Shaban Dar : Nazir
- Nicole Evans : Shan
- Gemma Ryan : Commandante Kate Radford
- Emma Matthews : Selina Cross
- Kathryn Cunliffe : l'agente de la station
- Noah Burd : l'agent de police n° 1
- Mario Torella : l'étudiant diplômé

#### Saison 4 (2023)
- Karl Davies (en) : Carl McGregor
- Claire Goose (en) : Jacqui Fischer
- Ian Puleston-Davies (en) : Terry McGregor
- Tom Taylor (acteur) (en) : Matt Metcalf
- Eloise Thomas : Izzy Metcalf
- Joe Armstrong : Dean Metcalf
- Will Oldfield : Jonas Metcalf
- Ella Smith : Amy Metcalf
- Victoria Elliott : Beth Metcalf
- Robert Beck (acteur) (en) : Len Reid
- Arthur Kay : Lewis Walsh
- Billy Currid : Cameron Young
- Maxine Finch : Meg Dawson
- Eugene Collins : Mal Haworth
- Tom Ryder : Shane Bell
- Roger Barclay : Conseiller Brian Hesketh
- Chris Coghill : Alex Kirby
- Lindsay Eavis : Anne Walmsley
- Kate Layden : Mme Armitage
- Yousef Naseer : Yousef Awan
- Dawn Butler : Carol Jennings
- Rakhee Sharma : Mlle Bhula
- Jessica Ellis : Tina Shaw
- Chris Lei : Lee Chen
- Ben Cartwright : Paul Archer
- Kate Hampson : Kim Walsh
- Harry Marcus : Brandon Powell
- Keith Faulkner : Phil Jennings
- Poppy Jhakra : Fatima Amin
- Sophie Craig : Sharon Haworth
- Dave Simon (déjà présent en saison 1 
dans un autre rôle) : avocat-solliciteur
- Sara Galvin : Dr Jan Swindell
- Arnold Pollock : Pompier n° 1
- Gareth Morgan : Pompier n° 2
- Fay Jagger : Tanya Powell
- Vincent Woods : Steve Warren
- Chris Machari : Agent Fleetwood
- Marvyn Dickinson : Pete Buller
- Bhavna Limbachia (en) : Officier de l'A.B.E.  n° 1
- Jennifer Kay : Officier de l'A.B.E.  n° 2
- Daphne Kouma : Mme Bryant
- Anthony Pedley : Ronnie
- Kru Lundy : Darren Holt
- Rob Pomfret : D.S.U. Ward
- Bryan Samson : Bob Brown
- Craig Gazey (en) : Ozzie Peel
- Morven Robinson : la réceptionniste
- Jenny Gregson : Ethel Brown
- Tom Slatter : fonctionnaire chargé du logement
- Rayyah McCaul : avocat-solliciteur d'Ozzie
- John Tueart : Steve Rollason
- Siri Ellis : éducateur spécialisé
- Joshua Frater-Loughlin : dealer
- Lucy Sinclair : Kate Clarke
- Julie Hannan : Maggie Kirby
- Bryan Reynolds : Joe Kirby
- Scarlett Archer : Becca Simpson

## Production
La chaine ITV a renouvelé la série pour une deuxième saison le 4 mai 2019, pour une diffusion courant 2020, finalement repoussée à 2021.
Le tournage de la troisième saison a débuté au printemps 2021, avec une nouvelle actrice dans le premier rôle : Marsha Thomason remplace Morven Christie. La diffusion débute au Royaume-Uni sur ITV le 12 janvier 2022, et commence le 23 avril 2023 en France sur France 3 en adoptant le titre francophone Enquêtes à Morecambe.
Le 16 février 2022, ITV annonce qu'une quatrième saison sera produite. Le tournage débute le 13 juin 2022, pour s'achever en octobre 2022,. La diffusion débute au Royaume-Uni sur ITV le 8 mars 2023.

## Accueil

### Audiences
Le premier épisode pour sa première diffusion a recueilli une audience de :
- Saison 1 : 
  -  Royaume-Uni : 7,43 millions de téléspectateurs le 20 mars 2019[16]
  -  France : 2,78 millions de téléspectateurs (12,4 % de part d'audience) le 16 septembre 2019  sur France 2, troisième derrière Colombine (sur TF1 avec Corinne Masiero dans le rôle-titre : 23,6 % de PDA) et L'amour est dans le pré (M6, PDA à 15,9 %)[17],[18]

- Saison 2 : 
  -  Royaume-Uni : 7,86 millions de téléspectateurs le 20 janvier 2021[16]
  -  France : 2,76 millions de téléspectateurs (11 % de part d'audience) le 4 janvier 2021  sur France 2, troisième derrière Sam (sur TF1, 18 % de PDA) et Cauchemar en cuisine (M6, PDA 13,2 %)[19],[20]

- Saison 3 :  
  -  Royaume-Uni : 6,46 millions de téléspectateurs le 22 janvier 2022[16]
  -  France : 2,814 millions de téléspectateurs (13,5 % de part d'audience) le 23 avril 2023 avec son passage sur France 3 et une diffusion le dimanche au lieu du lundi, troisième derrière Radin ! (TF1, PDA 20,2 %) et Les Filles du docteur March (France 2, PDA 14,4 %)[21],[22].

- Saison 4 :  
  -  Royaume-Uni : 5,02 millions de téléspectateurs le 8 mars 2023[16]

### Critiques

#### Saison 1
Jeanne Persoon dans Moustique trouve la série passionnante, et la compare à Broadchurch avec en plus un aspect social : « The Bay est un drame policier passionnant en six épisodes qui rappellera sans doute Broadchurch. À la différence que, parallèlement à la procédure policière, la série zoome surtout sur les liens, fondateurs et destructeurs, inhérents au système familial de la classe ouvrière (rarement représentée en télé) ».
Dans Le Monde, Martine Delahaye trouve cette comparaison approximative, voire une usurpation d'identité, malgré la qualité de l'intrigue et de l'interprétation : « Certes, des éléments de décor et de structure de Broadchurch se retrouvent dans The Bay ; certes, l’intrigue s’avère fort bien ficelée et prenante ; certes, l’interprétation se montre impeccable (celle des parents des disparus, notamment) ; mais il y manque ce petit « supplément d’âme » qui avait permis aux deux enquêteurs de Broadchurch d’irradier au-delà de leur fonction en apportant, au travers de leur relation tempétueuse, un très sensible vibrato à la série ».

#### Saison 2
Dans Télé-Loisirs, Anne Lenoir trouve dans la saison 2 un « suspense haletant » et qu'elle est « très bien troussée ». Pour elle, « The Bay ne révolutionne certainement pas le genre, elle est l'une de ses dignes représentantes » et ces six nouveaux épisodes « savent parfaitement capter l'ambiance de stations balnéaires typiquement anglaises ».

#### Saison 3
Dans Télé-Loisirs, Stéphanie Fuzeau pense que le changement d'héroïne n'entraîne pas un changement de ton, et que le côté intimiste est préservé, bien que la nouvelle capitaine soit plus lisse et entraîne moins d'empathie. Elle conclut qu'« entre polar et drame, ces six épisodes se regardent avec plaisir et intérêt ».
Comme le résume et l'évalue la critique de Télé Z pour les épisodes 1 à 3/6 de cette saison 3, il s'agit d'une « prise de fonction bousculée pour la [nouvelle] agente de liaison, à fleur de peau. Ce drame familial, captivant, multiplie les pistes ». 
 Pour les trois derniers épisodes cette critique renchérit : « on vibre avec la détresse de la famille endeuillée et avec les doutes qui assaillent l'enquêtrice [Jenn Townsend], déstabilisée dans son propre foyer. Le suspense est bien ménagé jusqu'au dénouement. F.S. ».